# Жута боја
Жута боја има таласну дужину од 570 до 590 nm. Асоцира на близину, топлоту и лакоћу. Не утиче битније на физиолошке параметре човека и радну способност. Донекле делује уравнотежавајуће. У друштвеном животу користи се термин „жута штампа“ којим се означавају сензационалистичка штампа, порнографија и штампа која уопште подилази „нижем укусу“ публике зарад финансијске добити.
Жута је боја између наранџасте и зелене на спектру видљиве светлости. Њу изазива светлост са доминантном таласном дужином од око 575–585 . То је примарна боја у системима одузимајуће боје, који се користи у сликању или штампању у боји. У RGB моделу боја, који се користи за креирање боја на телевизијским и рачунарским екранима, жута је секундарна боја направљена комбиновањем црвене и зелене подједнаког интензитета. Каротеноиди дају карактеристичну жуту боју јесењем лишћу, кукурузу, канаринцима, нарцисима и лимуну, као и жуманцима, љутикама и бананама. Они апсорбују светлосну енергију и у неким случајевима штите биљке од фотооштећења. Сунчева светлост има благу жућкасту нијансу када је Сунце близу хоризонта, због атмосферског расипања краћих таласних дужина (зелена, плава и љубичаста).
Захваљујући својој широкој доступности, пигмент жути окер је био једна од првих боја која се користила у уметности; пећина Ласко у Француској има слику жутог коња старог 17.000 година. Пигменти окер и аурипимент су коришћени за представљање боје злата и коже у египатским гробницама, затим у муралима у римским вилама. У раној хришћанској цркви, жута је била боја повезана са Папом и златним кључевима краљевства, али је такође била повезана са Јудом Искариотским и користила се за обележавање јеретика. У 20. веку Јевреји у нацистички окупираној Европи били су приморани да носе жуту звезду. У Кини је светло жута била боја Средњег краљевства и могли су је носити само цар и његово домаћинство; посебни гости дочекани су на жутом тепиху.
Према истраживањима у Европи, Канади, Сједињеним Државама и другде, жута је боја коју људи најчешће повезују са забавом, благошћу, хумором и спонтаношћу, али и са дволичношћу, завишћу, љубомором, шкртошћу и, у САД, кукавичлуком. У Ирану има конотације бледила/болести, али и мудрости и повезаности. У Кини и многим азијским земљама то се сматра бојом среће, славе, хармоније и мудрости.

## Наука и природа

### Оптика, штампање у боји и екрани рачунара
- Штампање у боји обично користи тинту са четири боје: цијан, магента, жуто и тон (црно). Када се CMY „примари” комбинују пуном снагом, резултујуће „секундарне” смеше су црвена, зелена и плава.
- Мешањем све три теоретски се долази до црне боје, али несавршене формулације тинте не дају праву црну боју, због чега је потребна додатна компонента К.
- Пример штампања у боји из 1902. Комбиновањем слика у жутој, магента и цијан боји добија се слика у пуној боји. Ово се назива CMYK модела боја.
- На екрану рачунара жута боја настаје комбиновањем зеленог и црвеног светла одговарајућег интензитета на црном екрану.

Жута се налази између зелене и наранџасте на спектру видљиве светлости. То је боја коју људско око види када гледа у светлост са доминантном таласном дужином између 570 и 590 нанометара.
У штампању у боји, жута је једна од три одузимајуће примарне боје мастила тинте са магентом и цијаном. Заједно са црном, оне се могу преклапати у одговарајућој комбинацији за штампање било које слике у пуној боји. (Погледајте  модел боје). Користи се одређена жута боја, која се назива процесна жута (такође позната и као „пигментно жута”, „принтерска жута” и „канарска жута”). Процесно жута није RGB боја и нема фиксне конверзије из CMYK примара у RGB. За тинту штампача користе се различите формулације, те може доћи до варијација у штампаној боји која је чисто жуто мастило.
Жута на телевизору у боју или екрану рачунара настаје на потпуно другачији начин; комбиновањем зеленог и црвеног светла на правом нивоу интензитета. (Погледајте  модел боја).

#### Комплементарне боје
Традиционално, комплементарна боја жутој је љубичаста; те две боје су супротне једна другој на кругу боја који сликари већ дуго користе. Винсент ван Гог, страствени студент теорије боја, користио је комбинације жуте и љубичасте на неколико својих слика ради максималног контраста и хармоније.
Хант дефинише да су „две боје комплементарне када је могуће репродуковати вредности тристимулуса специфицираног ахроматског стимулуса помоћу адитивне мешавине ова два стимулуса.“ Другим речима, када се две обојене светлости могу мешати тако да одговарају одређеној белој боји (ахроматско, необојено) светло, боје та два светла су комплементарне. Ова дефиниција, међутим, не ограничава која ће верзија беле боје бити наведена. У деветнаестом веку научници Грасман и Хелмхолц су изводили експерименте у којима су закључили да је тешко пронаћи добар комплемент за спектралну жуту боју, али да је резултат индиго, односно таласна дужина коју би данашњи научници боје назвали љубичастом или пурпурном. Хелмхолц наводи да су „жута и индиго плава“ комплементи. Грасман реконструише границе Њутновске категорије у смислу таласних дужина и пише „Овај индиго стога спада у границе боје између којих, према Хелмхолц, леже комплементарне боје жуте.”
Њутнов круг боја има жуту боју директно на граници између индига и љубичасте. Ови резултати, да комплемент жуте има таласну дужину краћу од 450 nm, могу се извести из савременог CIE 1931 система колориметрије ако се претпостави да је жута на око 580 nm или краћој таласној дужини, а наведена бела боја је боја црнотелесног радијатора температуре 2800  или ниже (то јест, бела обичне сијалице са ужареном нити). Типичније, са дневном светлошћу или око 5000 до 6000 K беле боје, комплемент жуте боје биће у опсегу плавих таласних дужина, што је стандардни савремени одговор за комплемент жуте боје.
Због карактеристика пигмената боје и употребе различитих кругова боја, сликари традиционално сматрају да је комплемент жуте боје индиго или плаво-љубичаста.

#### Ласери
Ласери који емитују у жутом делу спектра ређи су и скупљи од већине других боја. У комерцијалним производима се користи DPSS технологија за стварање жутог светла. Инфрацрвена ласерска диода на 808  користи се за пумпање кристала неодријум-легираног итријум-ванадијум-оксида или неодијум-допираног итријум-алуминијумског гарнета (Nd:YAG) и индукује га да емитује на две фреквенције (281,76  и 223,39 : 1064  и 1342  таласне дужине) истовремено. Ово дубље инфрацрвено светло се затим пропушта кроз други кристал који садржи калијум, титан и фосфор (KTP), чија нелинеарна својства стварају светлост на фреквенцији која је збир два упадна зрака (505,15 ); у овом случају то одговара таласној дужини од 593,5 nm („жуто”). Ова таласна дужина је такође доступна, мада још ређе, од хелијум-неонског ласера. Међутим, ово није права жута боја, јер прелази 590 . Варијанта ове исте DPSS технологије која користи донекле различите почетне фреквенције била је доступна 2010. године, производећи таласну дужину од 589 , што се сматра правом жутом бојом. Употреба жутих ласера на 589  и 594  недавно је постала све распрострањенија захваљујући пољу оптогенетике.